# Erfelijkheid

Schema met grondprincipes van de erfelijkheid (hier: autosomale vererving)

Erfelijkheid is, binnen de soort, de overdracht van zichtbare of onzichtbare genetisch bepaalde eigenschappen, van één generatie van een organisme naar de volgende. Binnen een gegeven populatie individuen van een soort, vergroot een grotere mate van variatie in de genen de kans op gezonde nakomelingen. De mate waarin een kenmerk erfelijk is noemt men overerfbaarheid.

## Fylogenie
Fylogenie is de beschrijving van de evolutionaire afstammingsgeschiedenis: hoe de ene groep organismen is ontstaan uit voorafgaande groepen. De fylogenie onderzoekt de evolutie van organismen uit gemeenschappelijke voorouders. Een organisme krijgt zijn erfelijke eigenschappen van zijn ouders, via een eicel en een zaadcel, of van een moedercel (bijvoorbeeld bij bacteriën). De afstammingsgeschiedenis kan grafisch worden weergegeven in een fylogenetische stamboom. 
Bij horizontale genoverdracht, waarbij genetisch materiaal tussen twee organismen wordt uitgewisseld zonder dat er een familierelatie is tussen de twee, worden erfelijke eigenschappen  overgenomen van minder verwante organismen. Door horizontale genoverdracht wordt het opstellen van een fylogenetische stamboom bemoeilijkt, omdat hier geen sprake is van 'Darwinistische' evolutie maar van netwerkevolutie.

## Erfelijkheid in de wetenschappen

### Biologie, medische wetenschappen en psychologie
De wetenschap die zich met de wetmatigheden van de erfelijkheid bezighoudt, is de erfelijkheidsleer of genetica. De genetica is van wezenlijk belang in de geneeskunde en wel voor de diagnostiek van erfelijke aandoeningen.
De psychologie bestudeert de genetica met betrekking tot erfelijke psychische kenmerken van mens en dier.

### Wiskunde
Onafhankelijk van de biologische betekenis, wordt het begrip ook wiskundig gebruikt, binnen de deelruimtetopologie.

## Rol van de erfelijkheid bij organismen
In hoeverre lichamelijke of psychische eigenschappen van (hogere) organismen door respectievelijk erfelijkheid, omgevingsfactoren of door een combinatie van beide bepaald zijn, is sinds mensenheugenis een discussiepunt. Binnen de filosofie en de psychologie wordt dit het nature-nurture-debat genoemd. Deze discussie is recent verrijkt door ontwikkelingen binnen de epigenetica, een relatief nieuwe discipline die zich bezighoudt met door omgevingsfactoren veroorzaakte cellulaire veranderingen die in het genetisch materiaal opgeslagen worden.